# Tricholochmaea
Tricholochmaea is een geslacht van kevers uit de familie bladkevers (Chrysomelidae).
De wetenschappelijke naam van het geslacht werd in 1932 gepubliceerd door Laboissiere.

## Soorten
- Tricholochmaea alni (Fall, 1924)
- Tricholochmaea cavicollis (LeConte, 1865)
- Tricholochmaea chinensis (Jacoby, 1890)
- Tricholochmaea decora (Say, 1824)
- Tricholochmaea indica (Laboissiere, 1932)
- Tricholochmaea kalmiae (Fall, 1924)
- Tricholochmaea limbata (Chen, 1942)
- Tricholochmaea ochracea (Gressitt & Kimoto, 1963)
- Tricholochmaea perplexa (Fall, 1924)
- Tricholochmaea placida (Baly, 1878)
- Tricholochmaea punctipennis (Mannerheim, 1843)
- Tricholochmaea ribicola (Brown, 1938)
- Tricholochmaea rufosanguinea (Say, 1827)
- Tricholochmaea sablensis (Brown, 1969)
- Tricholochmaea salicicola (Gressitt & Kimoto, 1963)
- Tricholochmaea semifulva (Jacoby, 1885)
- Tricholochmaea spiraeae (Fall, 1924)
- Tricholochmaea spiraeophila (Hatch & Beller, 1932)
- Tricholochmaea takeii (Chujo, 1950)
- Tricholochmaea vaccinii (Fall, 1924)
- Tricholochmaea yoshimotoi (Kimoto & Gressitt, 1966)